# Darwinismo neural

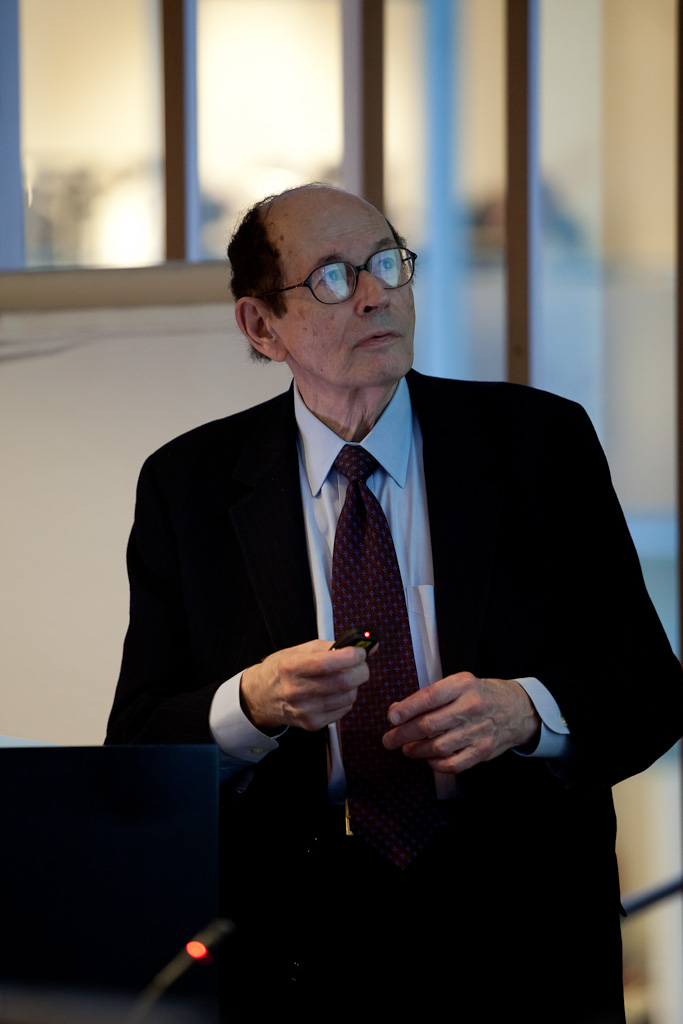
Darwinismo neural

El darwinismo neural es una teoría sobre la función cerebral desarrollada por Gerald M. Edelman, publicada por primera vez en 1978, en un libro cuyo título en inglés es The Mindful Brain (MIT Press). La teoría se amplió en un segundo libro, Neural Darwinism – The Theory of Neuronal Group Selection, publicado en 1989.
Gerald Edelman ganó el Premio Nobel en 1972 por un trabajo de inmunología en el que demostraba la forma en que se incrementa la población de los linfocitos cuando se asocian a un antígeno extraño por medio de la multiplicación clonal diferencial después de descubrir el antígeno. Básicamente, lo que demostró es que el cuerpo humano es capaz de crear sistemas adaptativos complejos como resultado de arreglos locales. Edelman extendió su interés por los sistemas selectivos a la neurobiología y neurofisiología. En su obra Darwinismo Neural propone la teoría de la "selección de grupos neuronales", que consta de tres partes:
1. La conectividad anatómica en el cerebro se produce a través de procesos mecanoquímicos selectivos que se producen de manera epigenética durante el desarrollo. Esto crea un repertorio primario variado por reproducción diferencial.
2. Una vez que se ha establecido anatómicamente la diversidad estructural, durante la experiencia de comportamiento postnatal se produce un segundo proceso selectivo a través de modificaciones epigenéticas bajo la presión de conexiones sinápticas entre grupos neuronales. Esto crea un repertorio secundario variado por amplificación diferencial.
3. La señal de reentrada entre grupos neuronales permite la continuidad espacio-temporal de respuesta a las interacciones del mundo real.

## Degeneración
Por medio de la heterogeneidad neuronal (llamada por Edelman degeneración) es posible probar los múltiples circuitos (del orden de 30.000 millones de neuronas y un cuadrillón aproximado de conexiones en el cerebro humano entre ellas) con un conjunto diverso de entradas, para ver estadísticamente qué grupos neuronales responden "adecuadamente". De esta forma surgen como resultado los circuitos funcionales "distribuidos" del cerebro.
Edelman aporta algunos detalles sobre cómo el desarrollo cerebral depende de una variedad de moléculas de adhesión celular (CAM en sus siglas en inglés) y moléculas de adhesión del sustrato (SAM) sobre superficies celulares que permiten a las células controlar dinámicamente sus propiedades de enlace intercelular. Mediante esta modulación superficial es posible "avisar" de forma eficaz a los colectivos celulares si los grupos se agregan, y así guiar la morfogénesis. Por ello la morfología depende de la función de CAM y SAM y las funciones CAM y SAM dependen también del desarrollo de la morfología.
Edelman teorizó sobre la proliferación celular, la migración celular, la muerte celular, la distribución arbórea de neuronas y la ramificación de neuritas y demostró que se rigen por los mismos o similares procesos selectivos.

## Modificación sináptica
Después de diversificarse durante el desarrollo temprano del cerebro su estructura anatómica básica, ésta queda más o menos fijada. Pero por su abundancia, los circuitos disponibles están forzados a ser funcionalmente equivalentes, aunque anatómicamente no sean grupos neuronales isomorfos capaces de responder a algunos estímulos sensoriales. Se crea así un ambiente competitivo en el que los grupos de circuitos más hábiles en sus respuestas a los estímulos son "elegidos" por medio de la mejora de las eficacias sinápticas de la red seleccionada. De esta forma se incrementan las probabilidad de que la misma red responda a señales similares o idénticas en el futuro; lo cual se produce a través del fortalecimiento de las sinapsis neurona a neurona. Y estos ajustes permiten plasticidad neuronal en un espacio de tiempo relativamente rápido.

## Reentrada
La última parte de la teoría intenta explicar cómo experimentamos la consistencia espacio-temporal de nuestra interacción con los estímulos ambientales. Edelman lo llamó "reentrada" y propuso un modelo de señalización reentrante según el cual un muestreo disyuntivo y multimodal del mismo estímulo correlacionado en el tiempo conduce a una inteligencia autoorganizada. Dicho de otra manera, se pueden utilizar varios grupos neuronales para muestrear un conjunto de estímulos en paralelo y que se comuniquen entre ellos con latencia incurrida.

## Apoyo a la teoría
Se ha sugerido que Friedrich Hayek antes había propuesto una idea similar en su libro The Sensory Order: An Inquiry into the Foundations of Theoretical Psychology, publicado en 1952 (Herrmann-Pillath, 1992). Cabe citar otros destacados partidarios como Jean-Pierre Changeux, Daniel Dennett, William H. Calvin y Linda B. Smith.

## Críticas a la teoría
La primera crítica a la teoría del "Darwinismo Neural" fue hecha por Francis Crick, quien señaló que la imposibilidad de replicar la teoría, un requisito de la selección natural. En obras recientes se han propuesto métodos que hacen posible la replicación segura en el cerebro (Fernando, Karishma & Szathmary, 2008). Además, si se añade el aprendizaje Hebbian a las réplicas neuronales, la potencia de computación evolutiva neuronal puede llegar a ser superior a la selección natural en los organismos (Fernando, Goldstein & Szathmary, 2010).